# Warm Leatherette
Warm Leatherette (Warmes Kunstleder) ist der Titel eines 1978 veröffentlichten Liedes des Musikprojektes The Normal von Daniel Miller. Das Stück befindet sich auf der B-Seite der Single T.V.O.D (TV Overdose).

## Entstehung
Inspiriert von der 1977 veröffentlichten EP Spiral Scratch der Buzzcocks und der aufkommenden Do-it-Yourself-Bewegung, bei der Bands ihre Werke ohne die Hilfe großer Musiklabels veröffentlichten, kam Daniel Miller die Idee, ein Independent-Label zu gründen und dort eigene Musik zu veröffentlichen.

„Ich weiß nicht, ob ich überhaupt eine von den Platten gehört habe. Aber ich habe mich von der Energie anstecken lassen, die The Bicycles in dem Melody-Maker-Artikel rübergebracht haben, wo sie davon sprachen, wie einfach es ist, eine Platte zu machen.“

Auf einem Korg 700S erzeugte er die Musik und nahm dazu in seinem eigenen Vierspur-Ministudio einen von J.G. Ballards Roman Crash inspirierten Text auf. Die Single wurde mit einem Cover, das Crashtest-Dummys am Steuer und auf der Rückseite Millers Adresse zeigt, unter der Katalognummer MUTE001 bei Mute Records veröffentlicht.

„Ich habe nie daran gedacht, ein Major Label anzusprechen. Die konnte ich nicht leiden, weil sie einige meiner Lieblingsbands zugrunde gerichtet haben.“

Der Text des Liedes beschreibt einen Autounfall, bei dem ein Paar stirbt, aber vor dem Tod noch Sex hat. Der Text bezieht sich auf den Roman Crash von James Graham Ballard.

## Rezeption
Die Single verkaufte sich mit 30.000 Exemplaren überraschend gut. Die aufgedruckte Adresse weckte das Interesse zahlreicher Künstler, die Miller ihre Demobänder schickten. Der erste Künstler, den Miller so unter Vertrag nahm, war Frank Tovey (Fad Gadget).

„Bevor ich wusste, wie mir geschah, leitete ich eine Plattenfirma – ich arbeitete von zu Hause aus, ohne Angestellte oder so, aber ein Label war es trotzdem.“

Andy Kellman von Allmusic schreibt in seiner Rezension, dass der Titel klinge „wie die dunkle Cartoonversion eines kaputten Nadeldruckers: klinisch unverbraucht, minimalistisch und unheimlich.“ („The track sounds like a darkly cartoonish version of a malfunctioning dot matrix printer: clinically pristine, minimal, and sinister.“) und vergibt 4,5 von fünf möglichen Sternen.

## Coverversionen (Auswahl)
- Grace Jones’ Version ist die bekannteste und wurde auf dem gleichnamigen Album von 1980 veröffentlicht.
- Die Band Die Tödliche Doris nahm den Titel 1980 auf und veröffentlichte ihn 2001 auf ihrem Album Kinderringellreihen für wahren Toren des Grals.[5]
- Die US-amerikanische Industrial-Band Sleep Chamber coverte das Lied 1985.[6]
- Die belgische Industrial-Band Blok 57, ein Nebenprojekt von Dirk Ivens (The Klinik, Dive) veröffentlichte das Stück 1992 auf ihrem self-named Album.[7]
- Die italienische Band Pankow coverte den Titel 1989 für ihre Veröffentlichungen Freedom for the Slaves[8] sowie Gisela.
- Erik Friedlander und Teho Teardo coverten den Titel für ihr 2006 erschienenes Album Giorni Rubati.[9]
- Trent Reznor, Peter Murphy, Jeordie White und Atticus Ross sangen das Lied live im Bostoner Radio am 23. Juni 2006 während ihrer Nine-Inch-Nails-Tour.[10]
- Duran Duran spielten Warm Leatherette im November 2007 in New York und später auch als Medley auf ihrer Tour 2008.[11]
- Laibach spielte den Titel im Mai 2011 in London sowie auf ihrer Tournee zum 30-jährigen Bühnenjubiläum[12] und veröffentlichte ihn auf An Introduction to Laibach unter dem Titel Warme Lederhaut[13].
- Suzi Quatro veröffentlichte ihre Version des Titels im Jahre 2014 im Rahmen ihrer Anthologie The Girl From Detroit City.[14]